# Cristoforo Cortese
Cristoforo Cortese est un enlumineur et peintre actif à Venise et Bologne entre 1399 et 1445.

## Biographie
Plusieurs documents font référence à cet artiste. Le plus ancien remonte au plus tard à 1399, il s'agit d'un règlement de la confrérie Scuola di San Caterina dei Sacchi qui le signale comme enlumineur. Il est le fils d'un peintre et enlumineur vénitien, Marco Cortexe, de la paroisse de Sant'Apollinare. Vers 1406-1408, il est indiqué comme membre d'une autre confrérie, la Scuola di Santa Maria della Misericordia e San Francesco ai Frari et résident dans la paroisse voisine de San Silvestro.
C'est encore le cas dans deux autres documents datés de 1418 et de 1425. Un autre document daté de 1409 mentionne toutefois un Cristoforo Cortese comme peintre habitant la paroisse de San Paternian, des doutes subsistent sur le fait qu'il s'agisse du même artiste.
En 1420, sa première femme, Zanina, handicapée et sans enfant, établit son testament. Dès octobre 1425, Cristoforo fait faire son propre testament, mais cette fois-ci, il est marié à une autre femme, Bartolomea, dont il a un fils, Policreto. En septembre 1426, un autre document indique sa présence à Bologne et sa volonté de s'y installer avec sa famille. Il est cependant de retour à Venise en 1439, au moment où il fait établir de nouveau un testament en faveur de ses enfants, Policreto, Isabetta et Samaritana. Le 16 novembre 1445, son fils réclame à un client de son père un paiement pour la décoration d'un livre d'heures. Cristoforo est alors déjà décédé. Il est noté dans un document de 1420 comme frère de Franceschina, femme de Giovanni di Francia, identifié au peintre Zanino di Pietro (it).

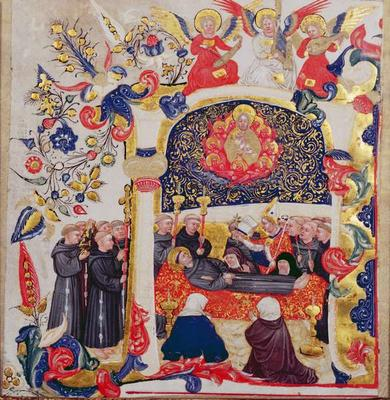
Les funérailles de saint François, musée Marmottan-Monet.

Malgré le grand nombre de documents évoquant l'artiste, aucun ne concerne des créations identifiées. Trois miniatures découpées contiennent cependant sa signature : la première est une lettrine (Les funérailles de saint François) aujourd'hui conservée au musée Marmottan-Monet qui contient la signature « Xoforv’.Cõtexe. Venetus. F:. (Christophorus de Cortesiis venetus fecit) ». La seconde est une miniature de la Vierge à l'Enfant conservée au Museo civico Amedeo Lia à La Spezia qui contient l'inscription « xp’oforu’cortexe me fecit ». Cette dernière miniatures, ainsi que les nombreuses miniatures qui se rattachent par le même style, permettent de déduire que Cristoforo Cortese était le fournisseur régulier de miniatures et décoration pour les confréries de Venise et notamment pour le livre contenant les statuts et règlements de ces institutions (Mariegola). Plusieurs de ces confréries étaient d'ailleurs proches de couvents de Franciscain, dont serait aussi issue la lettrine signée de sa main, ce qui dénoterait d'une certaine affinité entre le peintre et l'ordre des frères prêcheurs. Une troisième œuvre a été identifiée avec sa signature en 2008, il s'agit d'une lettrine avec saint François tirée d'un incunable conservée en Hongrie (Bibliothèque diocésaine de Székesfehérvár, Inc.464, fol. 1v).

## Style
Ses premières œuvres semblent indiquer une influence padouanne : ses personnages giottesque, ses décors faits de feuillages, oiseaux et animaux fabuleux rappellent les œuvres du padouan Maître de la Novella. À partir de l'année 1415, il semble s'inspirer des œuvres de ses contemporains tels Gentile da Fabriano, Pisanello et plus particulièrement Michelino da Besozzo : ses modelés sont plus doux, ses décors plus naturalistes, avec des couleurs plus brillantes. le pic de sa production est atteint dans les années 1425, époque où il acquiert un plus grand sens de la mise en espace et individualise davantage ses personnages. Il semble aussi tirer ses modèles de la gravure sur bois allemande qui arrivent à cette époque à Venise.
On a proposé de voir en lui l'inventeur du style de décoration de vigne blanche (bianchi girari) que l'on retrouve dans certains de ses derniers manuscrits des années 1430. Ces décors caractérisent les premiers manuscrits humanistes, typiques de la première Renaissance italienne. Il a probablement expérimenté ce type de décors même si on les retrouve dans des manuscrits padouans légèrement plus anciens.

## Œuvres

### Manuscrits enluminés

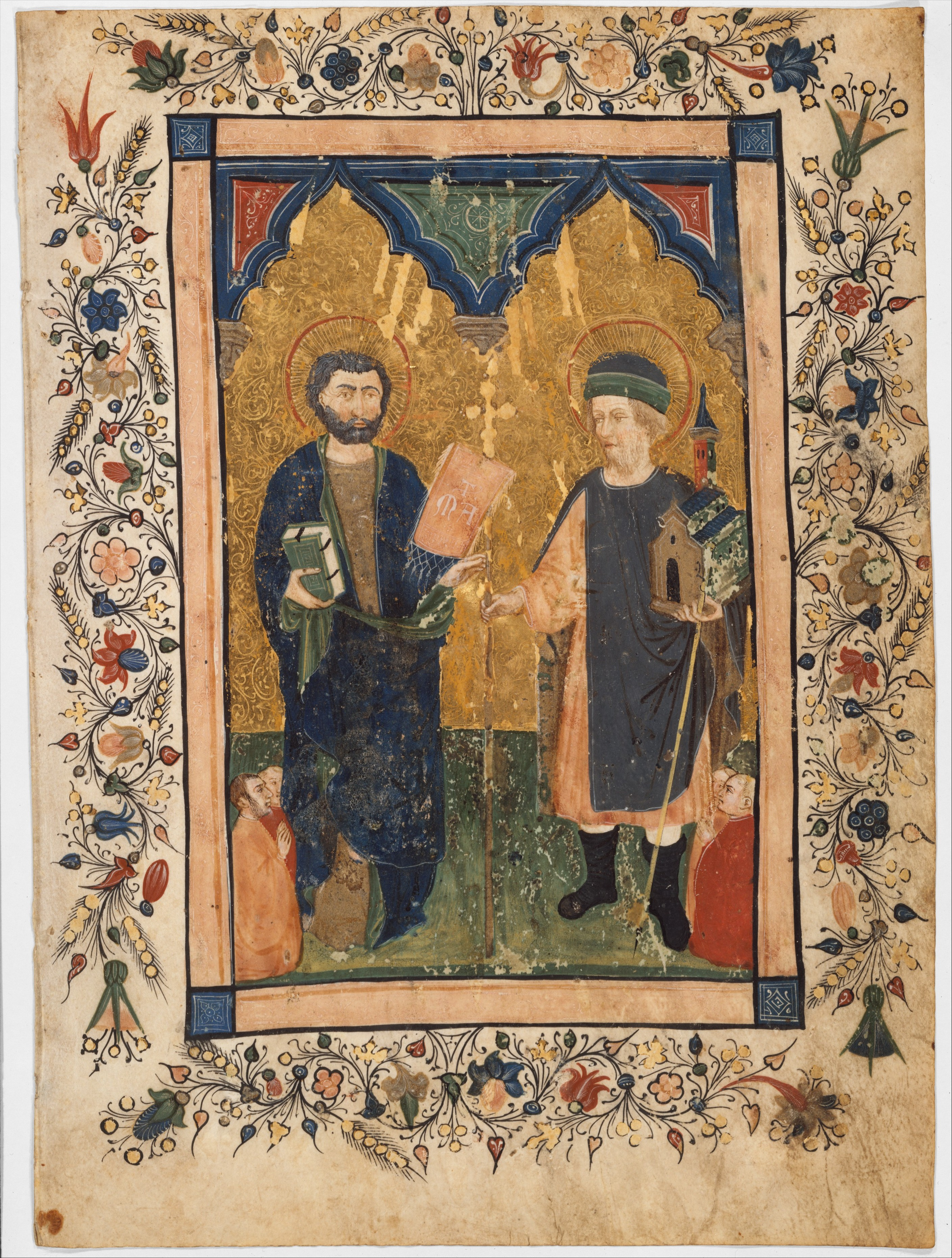
Saint Matthias et saint Sebald vénérés par des membres d'une confrérie, Metropolitan Museum of Art.

- Registrum omnium possessionum pour le couvent San Mattia Apostolo de Murano, vers 1400, Seminario Patriarcale de Venise, MS. Ba 956, 17
- Série de livres liturgiques commandée pour le couvent Corpus Domini de Venise, vers 1400-1405, aujourd'hui dispersés et découpés : Christ en gloire avec David, Bibliothèques de l'université Stanford, 18 M2223[8], Lettrine A de la Résurrection, Deux anges jouant de la musique, Metropolitan Museum of Art, New York, 1975.1.2465[9], 4 lettrines à la Free Library de Philadelphie, M.25:27-28, M.26:33 et M.45:11[10] (Lettres T, O, F, et M)[11]
- Compendium moralium notabilium, vers 1400-1410, Getty Center, Ms. Ludwig XIV 8[12]
- Poèmes de Dante et Trionfi de Pétrarque, vers 1400-1415, British Library, Londres, King's 321[13]
- Compilation de textes et de vies de saints, vers 1405, Bodleian Library, MS. Canon. Misc. 205[14]
- Libro degli uomini famosi de Pétrarque, comportant les armes de la famille Greco de Venise, vers 1405, Morgan Library and Museum, G.36[15],[16]
- Graduel pour le monastère San Michele di Murano, 1412-1413, Biblioteca nazionale Braidense, Milan, MS. A.B. XVII. 28
- Factorum ac dictorum memorabilium libri, de Valère Maxime, 1415, Bibliothèque apostolique vaticane, MS. Urb. lat. 418
- Saint Matthias et saint Sebald vénérés par des membres d'une confrérie, miniature tirée d'une Mariegola pour la Scuola di San Mattia aujorud'hui disparue, vers 1415, Metropolitan Museum of Art, Robert Lehman Collection, 1975.1.2468
- Crucifixion et Saint Simon et Thaddée d'Édesse vénérés par des membres d'une confrérie, d'une Mariegola pour la confrérie Arte dei Tesseri di Panni di Lana disparue, 1415, Musée provincial de Torcello, inv. 766 et 767
- Crucifixion et Vierge de Miséricorde, tirée d'une Mariegola de la Scuola di Santa Maria della Misericordia e San Francesco, Galleria Estense, Modène, inv. 2288 et 2289
- De natura deorum de Cicéron, vers 1415, Bodleian Library, MS. Rawl. G. 194[17]
- Divina Commedia de Dante, 1415-1420, Bodleian Library, Ms. Canon. Ital. 105-107[18]
- Factorum et dictorum memorabilium (Livre IX) de Valère Maxime, ver 1415-1420, Bibliothèque nationale de Turin, ms. I. III. 7
- Livre d'heures à l'usage augustinien, vers 1420, attribué au maitre ou dans son style, Bodleian Library, Oxford, MS. Canon. Liturg. 246[19]
- Comédies de Térence, vers 1420, Bodleian Library, MS. D'Orville 155[20]
- Miniature de la Vierge de miséricorde, tirée d'un Mariegola de la Scuola della Trinità dei Frati Teutonici de Venise, vers 1422, Musée Marmottan-Monet, Paris, M.6096
- Promissione ducale (en) du doge Francesco Foscari, du 15 avril 1423, Falck collection, Milan et Venise
- Commentaires de l'Ethique d'Aristote de Walter Burley, 1424, Bodleian Library, Ms.Canon. Misc. 251[21]
- Antiphonaire, après 1425, en collaboration avec 4 autres enlumineurs, Bodleian Library, MS. Douce a. 1[22],[23]
- Opera de Virgile, vers 1425-1445, British Library, Harley 3963[24]
- Lettrine A (Les funérailles de saint François d'Assise) et L (saint François en gloire) découpées d'un manuscrit d'un couvent franciscain bolonais (?), vers 1426-1430, collection Wildenstein, Musée Marmottan-Monet, M.6076 et 6089
- De consolatione philosophiae de Boèce, 1425-1430, Bibliothèque nationale de Turin, ms. N. I. 33 (partiellement détruit par le feu en 1904)
- Livre d'heures à l'usage de Rome avec un calendrier vénitien, vers 1425-1430, Musée des beaux-arts de Caen, Coll. Mancel, Ms.241[25]
- Graduel pour San Michele di Murano, 1425-1430,Kupferstichkabinett Berlin, MS. 78 F 1
- Mariegola de la Scuola di San Giovanni Battistae Sant’Ambrogio (Scuola dei Milanesi), 1427-1428, Archivio di Stato di Venezia, Santa Maria Gloriosa dei Frari, busta 100, avec deux frontispices découpés (Vierge à l'Enfant entourés de saint Jean Baptiste et saint Ambroise ; Crucifixion avec saint Jean et Marie-Madeleine) actuellement conservés au Museo civico Amedeo Lia à La Spezia, inv.543 et 544[26]
- Crucifixion et Saint Antoine sur un trône vénéré par des membres d'une confrérie, tirée d'une ancienne Mariegola de la Scuola di Sant’Antonio, vers 1430, coll. part. et bibliothèque de la Cathédrale de Hereford
- Psautier pour l'abbaye San Giorgio Maggiore de Venise, vers 1430, Psalterium N[27]
- Lettrine historiée d'un saint tiré d'un livre liturgique disparu, vers 1430, Art Institute of Chicago, 1924.151[28]
- Graduels pour la chartreuse San Andrea del Lido, vers 1430, Biblioteca Marciana, MS. lat. III, 18=2283 ; 2284
- Missel, vers 1430-1435, archives diocésaine de la cathédrale Saint-Laurent de Trogir, Ms.181
- Vita Christi de Ludolphe le Chartreux, après 1433, Bib. Com. Archiginnasio, Bologne, MS. A 121[29] et Bibliothèque nationale autrichienne, Vienne, MS. 1379
- Dialoghi, vers 1430-1440, Bibliothèque apostolique vaticane, MS. Chig. D. VI. 97
- Divina Commedia de Dante, après 1433, dédicacé à Nicolas III d'Este, Bibliothèque nationale de France, It.78[30]
- Missel pour les Dominiquins de la Basilique San Zanipolo, Biblioteca Marciana, Ms lat III 97
- Tragédies de Sénèque, Bodleian Library, MS. Auct. F. 1. 14[31]

### Gravures sur bois
Plusieurs dessins de gravures sur bois lui sont attribuées : celles illustrant l'ouvrage Le devote meditatione sopra la passione del nostro signore, avec des scènes de la Passion du Christ,Kupferstichkabinett Berlin et Germanisches Nationalmuseum, Nuremberg, dont 7 gravures ont été découpées et conservées dans un autre ouvrage au Metropolitan Museum of Art, 33.17.

### Panneaux

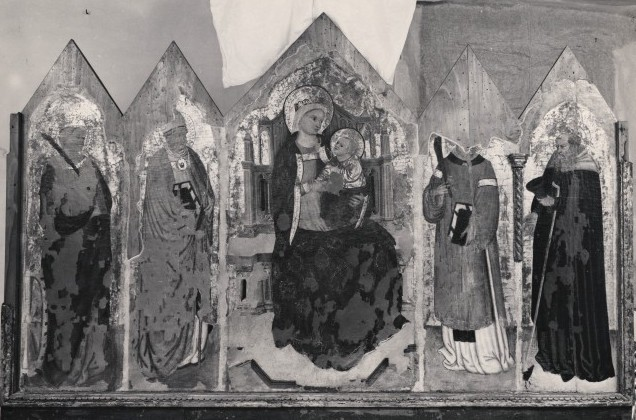
Vierge à l'Enfant avec quatre saints, église d'Altidona.

- Vierge à l'Enfant avec sainte Catherine, saint Cyriaque, un saint martyr et saint Antoine de Padoue, église Sainte-Marie et Saint-Cyriaque d'Altidona, Marches (contient une signature partiellement effacée : « XROFORUS D. COR »)